# Rosa micrantha
Espèce
Rosa micrantha, le rosier à petites fleurs, est une espèce de plantes à fleurs de la famille des Rosaceae. C'est un rosier appartenant à la section des Caninæ, originaire d'Europe occidentale et centrale jusqu'à l'Ukraine.
Synonyme :  Rosa floribunda Steven ex Besser.

## Description
C'est un arbrisseau formant un buisson de trois mètres de haut et de large, dont les tiges munies de nombreux aiguillons recourbés, s'arquent vers le sol. Les feuilles imparipennées, comptent de 5 à 7 folioles à bords à double dentelure. Les fleurs, de 1 à 4 cm de diamètre, blanches à rose pâle, isolées ou groupées par 4, écloses en juin, donnent des fruits, des cynorrhodons ovoïdes de couleur rouge vif qui perdent rapidement leurs sépales.

## Culture et utilisation
Il a été introduit en France vers 1800 et en quelques lieux, naturalisé en Amérique du Nord.

## Statut de protection
En Belgique, l'espèce est légalement protégée.
En France, l'espèce figure sur la liste rouge des plantes du Nord-Pas-de-Calais.